# Sárosi erődtemplom
A sárosi erődtemplom egy szász evangélikus erődtemplom Romániában, Brassó megyében. A gótikus csarnoktemplom a 15. században épült, valószínűleg egy 13. századi bazilika alapjaira; a 16. század elején megerősítették és tornyokkal erődített kerítőfallal vették körül. A 19. század végén a falat és a tornyokat lebontották. Utolsó nagyobb restaurálására a 20. század második felében került sor. A romániai műemlékek jegyzékében a BV-II-a-A-11827 sorszámon szerepel.

## Története
A gótikus csarnoktemplomot a 15. század közepén építették, valószínűleg egy román stílusú, torony nélküli bazilika alapjaira (erre utal a hajó és a szentély megegyező szélessége). Egy 1449-es búcsúengedély szerint a templomot Szent Jakab tiszteletére szentelték, és a plébánia az esztergomi érsekséghez tartozott. 1466-ban János moldvai püspök további negyven nappal egészíti ki az engedélyezett száz napos búcsút.
Harangtornyát a 15. század második felében, a nyugati oldalon építették a hajóhoz. 1507 körül a templomot megerősítették: a támpilléreket boltívekkel kötötték össze, föléjük egy védemeletet építettek lőrésekkel és szuroköntő nyílásokkal; a harangtorony földszinti nyílásait (beleértve a gótikus portálhoz vezető kaput és előcsarnokot) befalazták, és kapott egy galériát, ahonnan az íjászok lőhettek. A munkálatokra 12 aranyforintot kapott az egyházközség. A templomot szabálytalan sokszög alakú védőfallal vették körül; régi rajzokon egy toronyszerű erődített bejárat, egy északkeleti, nyeregtetős épület, és három gúlatetővel fedett torony látható. Később egy hatodik, kis, sokszögű torony is megjelenik.
A reformáció alkalmával a falu, és így a templom is evangélikus lett.
1727-ben és 1772-ben kijavították a védőfalat, 1781-ben pedig a templomtetőt. 1806-ban a hajó dongaboltozatot kapott. 1880-ban kijavították a tornyot és bádogtetőt húztak rá, védőgalériáját megszüntették. A 19. század végén az egész védőfalat és az összes védőtornyot lebontották, helyére házakat és középületeket emeltek. 1968 és 1970 között, Peter Kasper lelkész hivatali ideje alatt átfogó konszolidációs és felújítási munkálatokat végeztek. A templomhajó belsejét is kijavították és újrafestették, a megrepedt harangtornyot vasbeton övekkel erősítették meg, a befalazott földszinti bejáratot és ezáltal a templomhajó gótikus nyugati kapuzatát megnyitották, az utóbbit felújították. A 21. század elején a templom és a romosodó melléképületek karbantartásra szorulnak, mindenekelőtt a templom boltozatának repedései, az omló vakolat és a talajból felszivárgó nedvesség ad okot aggodalomra. A 2020-es évek elején munkálatokat végeztek a homlokzaton.

## Leírása
A templomhajó 17,6 méter hosszú és 8 méter széles, a sokszögű záródású szentély 10,2 méter hosszú és szintén 8 méter széles. A hajó és a szentély azonos szélessége arra utal, hogy eredetileg egy román stílusú bazilika alapjaira építették. Az orgonakarzat közelében két kerek oszlop maradványai maradtak fenn, a csúcsíves diadalív alatt pedig a katolikus szentélyrekesztő maradványai láthatók. A 15. századi építési fázisból fennmaradt még hét csúcsíves ablak, amelyek íveit három- és négykaréjú csipkézetek díszítik, valamint a templomhajó nyugati oldalán található gótikus portál. Ez a kapuzat négybélletes, timpanonját két liliom díszíti egy háromkaréjos koszorúban.
A harangtorony földszintje előcsarnokként szolgál, bejárata a déli oldalon van egy árkád alatt, innen nyílik a templomhajóba vezető, fennebb leírt gótikus nyugati portál (a templomnak még van egy kis, déli bejárata is). A torony földszintjének bordás boltozata gótikus, részben levéldíszítésű konzolokon nyugszik. A toronyban három régi harang volt, kettő még a reformáció előttről (ezeket egy feszület, evangélisták, sárkányok, fantasztikus állatfigurák díszítették) és egy 1587-ből. Ezeket a háború alatt elvitték, jelenleg egy 1777-ből, egy 1922-ből, és egy 1937-ből származó harang van a toronyban.
A barokk oltár Martin Stock nagyszebeni festőművész alkotása, és 1745-ben készült. A központi, Jézus keresztre feszítését ábrázoló oltárképet oszlopok és pilaszterek szegélyezik, és a mindent látó szem ábrázolása koronázza. Az oltár mögötti két sírkő egyike az 1719-ben elhunyt Georg Orendi plébánosnak állít emléket, a másik felirata olvashatatlan. A barokk szószéket szintén 1745-re datálják, párkányzatát a négy evangélista képeivel festették meg. Mai, 14 regiszteres, kétmanuálos orgonáját Karl Einschenk készítette 1912-ben (a templomnak már a 18. század elején volt orgonája, majd 1744-ben és 1835-ben új orgonákat vásároltak).
Az egykori védművekből csak a várudvar gabonatároló épülete (Fruchthaus) maradt meg, előtte egy alacsony falrésszel.